# Triacastela (parròquia)
Triacastela (oficialment Santiago de Triacastela) és una parròquia, a la vegada que vilatge del municipi de Triacastela, a la província de Lugo, Galícia.

## Organització territorial
La parròquia està formada per quatre entitats de població:
- Pasantes
- Queixadoiro
- Ramil
- Triacastela

## Demografia

### Parròquia[4]
| Gràfica d'evolució demogr+afica de Triacastela (parròquia) entre 2000 i 2021 |
|                                                                              |

### Vilatge[4]
| Gràfica d'evolució demogràfica de Triacastela (vilatge) entre 2000 i 2021 |
|                                                                           |